# Couiza
Couiza é uma comuna francesa na região administrativa de Occitânia, no departamento de Aude. Estende-se por uma área de 6,77 km², com habitantes, segundo os censos de 1999, com uma densidade de 176 hab/km².